# Caroline Harvey (Eishockeyspielerin)
Caroline „K. K.“ Harvey (* 14. Oktober 2002 in Pelham, New Hampshire) ist eine US-amerikanische Eishockeyspielerin, die seit 2022 für die Wisconsin Badgers in der Western Collegiate Hockey Association (WCHA) spielt.

## Karriere
Caroline Harvey wuchs in Salem auf und stand im Alter von drei Jahren zum ersten Mal auf Schlittschuhen. Zunächst spielte sie für Jungenteams wie die Worcester Jr. Sharks, da es in ihrer Region jedoch wenig Möglichkeiten für Mädchen gab, Eishockey zu spielen, entschied sie sich im Alter von 14 Jahren an die Internatsschule Bishop Kearney High School in Rochester, New York zu gehen. Dort spielte sie für die U16- und 19-Mannschaft und machte 2020 ihren High-School-Abschluss. Anschließend verbrachte sie ein Jahr bei einem Prep-Studium an der North American Hockey Academy und wollte zur Saison 2021/22 ihr Studium an der University of Wisconsin in Madison aufnehmen. Da sie jedoch vom US-amerikanischen Eishockeyverband USA Hockey verpflichtet wurde, sich mit dem Nationalteam zentralisiert auf die Olympischen Winterspiele 2022 vorzubereiten, verschob sie den Beginn auf ihres Studiums auf 2022.
Seit 2022 spielt Harvey parallel zu ihrem Studium für die Wisconsin Badgers, das Eishockeyteam der Universität, in der Western Collegiate Hockey Association (WCHA) und erzielte in ihrem ersten Jahr 12 Tore und 26 Assists in 39 Spielen. Nach der Saison wurde sie in das WCHA All-Rookie Team berufen und als WCHA Rookie of the  Year ausgezeichnet. Zudem gewann sie mit den Badgers den siebten NCAA-Meistertitel der Collegegeschichte und wurde in das NCAA All-Tournament-Team berufen. Während der Saison 2023/24 erzielte sie 5 Tore und 30 Assists in 32 Spielen und wurde in das All-WCHA First Team berufen. Zudem erreichte sie mit den Badgers erneut das NCAA-Finalturnier, in dem diese den Ohio State Buckeyes unterlagen. Abermals wurde Harvey in das All-Tournament-Team gewählt.

### International
Caroline Harvey wurde erstmals 2018 in den Kader der U18-Frauen-Nationalmannschaft berufen und schaffte es ein Jahr später in den Kader für die U18-Frauen-Weltmeisterschaft 2019, bei der sie die Silbermedaille gewann. Beim Turnier im Jahr darauf wurde sie mit der U18-Auswahl Weltmeisterin. Wiederum ein Jahr später war sie mit 18 Jahren die jüngste Spielerin, die in den US-Kader für die Frauen-Weltmeisterschaft 2021 aufgenommen wurde, wo sie in sechs Spielen ein Tor und zwei Assists erzielte und die Silbermedaille gewann. 
Im Januar 2022 wurde Harvey in den Kader des Team USA für die Olympischen Winterspiele 2022 berufen, wobei sie erneut die jüngste Spielerin im Kader war. Im Turnierverlauf blieb sie in sieben Spielen ohne Torerfolg und gewann die Silbermedaille. Bei der Weltmeisterschaft wenige Monate später erzielte sie in sieben Spielen drei Tore und fünf Assists und gewann eine weitere Silbermedaille.
Ein Jahr später, bei der Weltmeisterschaft 2023, wurde sie mit vier Toren und zehn Vorlagen in sieben Spielen WM-Topscorerin und verhalf dem Team USA zum Gewinn des Weltmeistertitels. Anschließend wurde sie zur besten Verteidigerin des Turniers gekürt und in das All-Star-Team berufen.
Im März 2024 wurde sie in den Kader der Vereinigten Staaten für die Frauen-Weltmeisterschaft 2024 berufen. Sie beendete das Turnier mit zwei Toren und acht Assists in sieben Spielen und gewann die Silbermedaille. Damit war sie beste Vorlagengeberin des Turniers, gemeinsam mit Alex Carpenter und Hilary Knight Topscorerin des Turniers und wurde in das All-Star-Team berufen.

## Erfolge und Auszeichnungen
- 2023 NCAA-Division-I-Championship mit den Wisconsin Badgers
- 2023 WCHA All-Rookie Team
- 2023 WCHA Rookie of the Year
- 2024 WCHA-Verteidigerin des Jahres

### International
| - 2019 Silbermedaille bei der U18-Weltmeisterschaft - 2020 Goldmedaille bei der U18-Weltmeisterschaft - 2021 Silbermedaille bei der Weltmeisterschaft - 2022 Silbermedaille bei den Olympischen Winterspielen - 2022 Silbermedaille bei der Weltmeisterschaft - 2022 All-Star-Team der Weltmeisterschaft - 2023 Goldmedaille bei der Weltmeisterschaft | - 2023 Topscorerin (14 Punkte) der Weltmeisterschaft - 2023 Beste Verteidigerin und All-Star-Team der Weltmeisterschaft - 2024 Silbermedaille bei der Weltmeisterschaft - 2024 Topscorerin (10 Punkte, gemeinsam mit Hilary Knight und Alex Carpenter) und beste Vorlagengeberin (8 Assists) der Weltmeisterschaft - 2024 All-Star-Team der Weltmeisterschaft - 2025 Goldmedaille bei der Weltmeisterschaft - 2025 Beste Verteidigerin der Weltmeisterschaft |

## Karrierestatistik
(Legende zur Spielerstatistik: Sp oder GP = absolvierte Spiele; T oder G = erzielte Tore; V oder A = erzielte Assists; Pkt oder Pts = erzielte Scorerpunkte; SM oder PIM = erhaltene Strafminuten; +/− = Plus/Minus-Bilanz; PP = erzielte Überzahltore; SH = erzielte Unterzahltore; GW = erzielte Siegtore; 1 Play-downs/Relegation; Kursiv: Statistik nicht vollständig)